# Miasto Gospić
Miasto Gospić (chorw. Grad Gospić) – jednostka administracyjna w Chorwacji, w żupanii licko-seńskiej. W 2011 roku liczyła 12 745 mieszkańców.